# Malaville
Malaville és un municipi francès situat al departament del Charente i a la regió de la Nova Aquitània. L'any 2007 tenia 412 habitants.

## Demografia

### Població
El 2007 la població de fet de Malaville era de 412 persones. Hi havia 168 famílies de les quals 44 eren unipersonals (28 homes vivint sols i 16 dones vivint soles), 44 parelles sense fills, 64 parelles amb fills i 16 famílies monoparentals amb fills.
La població ha evolucionat segons el següent gràfic:
Habitants censats

### Habitatges
El 2007 hi havia 218 habitatges, 174 eren l'habitatge principal de la família, 14 eren segones residències i 30 estaven desocupats. 214 eren cases i 2 eren apartaments. Dels 174 habitatges principals, 124 estaven ocupats pels seus propietaris, 40 estaven llogats i ocupats pels llogaters i 10 estaven cedits a títol gratuït; 7 tenien dues cambres, 21 en tenien tres, 52 en tenien quatre i 94 en tenien cinc o més. 129 habitatges disposaven pel capbaix d'una plaça de pàrquing. A 73 habitatges hi havia un automòbil i a 90 n'hi havia dos o més.

### Piràmide de població
La piràmide de població per edats i sexe el 2009 era:
| Homes | Edats   | Dones |
| ----- | ------- | ----- |
| 0     | 95 o +  | 0     |
| 0     | 90 a 94 | 4     |
| 4     | 85 a 89 | 0     |
| 4     | 80 a 84 | 4     |
| 8     | 75 a 79 | 12    |
| 12    | 70 a 74 | 4     |
| 12    | 65 a 69 | 8     |
| 12    | 60 a 64 | 20    |
| 0     | 55 a 59 | 4     |
| 16    | 50 a 54 | 16    |
| 8     | 45 a 49 | 12    |
| 16    | 40 a 44 | 16    |
| 20    | 35 a 39 | 16    |
| 12    | 30 a 34 | 8     |
| 28    | 25 a 29 | 16    |
| 8     | 20 a 24 | 4     |
| 0     | 15 a 19 | 12    |
| 8     | 10 a 14 | 36    |
| 16    | 5 a 9   | 4     |
| 8     | 0 a 4   | 16    |

## Economia
El 2007 la població en edat de treballar era de 255 persones, 203 eren actives i 52 eren inactives. De les 203 persones actives 190 estaven ocupades (102 homes i 88 dones) i 13 estaven aturades (2 homes i 11 dones). De les 52 persones inactives 20 estaven jubilades, 15 estaven estudiant i 17 estaven classificades com a «altres inactius».

### Ingressos
El 2009 a Malaville hi havia 166 unitats fiscals que integraven 399 persones, la mediana anual d'ingressos fiscals per persona era de 18.341 €.

### Activitats econòmiques
Dels 10 establiments que hi havia el 2007, 2 eren d'empreses alimentàries, 3 d'empreses de construcció, 2 d'empreses de comerç i reparació d'automòbils, 1 d'una empresa immobiliària, 1 d'una empresa de serveis i 1 d'una empresa classificada com a «altres activitats de serveis».
Dels 3 establiments de servei als particulars que hi havia el 2009, 1 era un guixaire pintor i 2 fusteries.
L'any 2000 a Malaville hi havia 31 explotacions agrícoles que ocupaven un total de 1.092 hectàrees.

## Equipaments sanitaris i escolars
El 2009 hi havia una escola elemental.

## Poblacions més properes
El següent diagrama mostra les poblacions més properes.